# 王亚愚
王亚愚（1975年—），清华大学物理系教授，中华人民共和国教育部第八批“长江学者”特聘教授，曾获得中国物理学会黄昆物理奖。

## 生平
曾就读于中国科技大学物理系、普林斯顿大学物理系，2007年至今在清华大学物理系任教。